# Metrioptera prenjica
Metrioptera prenjica är en insektsart som först beskrevs av Burr 1899.  Metrioptera prenjica ingår i släktet Metrioptera och familjen vårtbitare. Inga underarter finns listade i Catalogue of Life.